# Le Carrousel fantastique (film, 1954)
Pour les articles homonymes, voir Le Carrousel fantastique.
Pour plus de détails, voir Fiche technique et Distribution.
Le Carrousel fantastique (titre original : Carosello napoletano) est un film musical italien réalisé par Ettore Giannini, sorti en 1954.

## Synopsis
Les tribulations d'une famille de chanteurs de rue napolitains, du XVIIe siècle jusqu'aux années 1950 : sept tableaux racontent, en chansons napolitaines, trois siècles d'histoire de Naples.

## Fiche technique
- Titre : Le Carrousel fantastique
- Titre original : Carosello napoletano
- Réalisation : Ettore Giannini
- Scénario : Ettore Giannini, Remigio Del Grosso et Giuseppe Marotta
- Musique : Raffaele Gervasio
- Photographie : Piero Portalupi
- Montage : Niccolò Lazzari
- Décors : Mario Chiari
- Costumes : Maria De Matteis
- Assistant réalisateur : Francesco Rosi
- Production : Carlo Ponti
- Société de production : Lux film
- Pays d'origine : Italie
- Format : Couleurs - 1,37:1 - Mono - 35 mm
- Genre : Film musical
- Durée : 124 minutes
- Date de sortie : avril 1954

## Distribution
- Léonide Massine : Antonio 'Pulcinella' Petito
- Achille Millo : Pulcinella
- Agostino Salvietti : le souffleur
- Clelia Matania : Donna Concetta
- Paolo Stoppa : Salvatore Esposito
- Maria Fiore : Donna Brigida
- Tina Pica : Capera
- Maria-Pia Casilio : Nannina
- Giacomo Rondinella : Luigino
- Sophia Loren : Sisina
- Dolores Palumbo : la mère de Sisina
- Loris Gizzi : Erik Gustaffson
- Alberto Bonucci : chanteur 1
- Vittorio Caprioli : chanteur 2
- Carlo Mazzarella : Baron
- Vera Nandi : Lilí Kangy
- Yvette Chauviré : Donna Margherita
- Folco Lulli : Don Raffaele
- Antonio Cifariello : Don Armando
- Aldo Bufi Landi : un garçon des rues
- Nadia Gray : une jolie vagabonde
- Tino Buazzelli : Capitaine Spaccatrippa
- Enrico Viarisio : un touriste espagnol
- Guglielmo Barnabò : un touriste allemand
- Galeazzo Benti : un touriste français
- Franco Coop : un touriste anglais
- Aldo Giuffré
- Rosario
- Marco Tulli
- Liana Del Balzo

## Autour du film
Le film est l'adaptation de la comédie musicale d'Ettore Giannini, créée sur scène à Florence en 1950.

## Distinctions
- Prix International au Festival de Cannes 1954 ex æquo[1]